# Настич Володимир Васильович
Володимир Васильович Настич — капітан, співробітник роти поліції особливого призначення Національної поліції України у Чернігівській області.

## Обставини загибелі
Загинув в с. Киїнка, яке російські війська обстрілювали боєприпасами касетного типу з Михайло-Коцюбинського з РСЗВ «Смерч»

## Нагороди
- орден «За мужність» III ступеня (2022, посмертно) — за особисту мужність і самовіддані дії, виявлені у захисті державного суверенітету та територіальної цілісності України, вірність військовій присязі.